# Nok (geslacht)
Nok is een monotypisch geslacht van zangvogels uit de familie buulbuuls (Pycnonotidae). Het geslacht werd beschreven naar aanleiding van in 2018 gepubliceerd fylogenetisch onderzoek. De enige soort is:
- Nok hualon  – Kaalkopbuulbuul